# Psaume 25 (24)

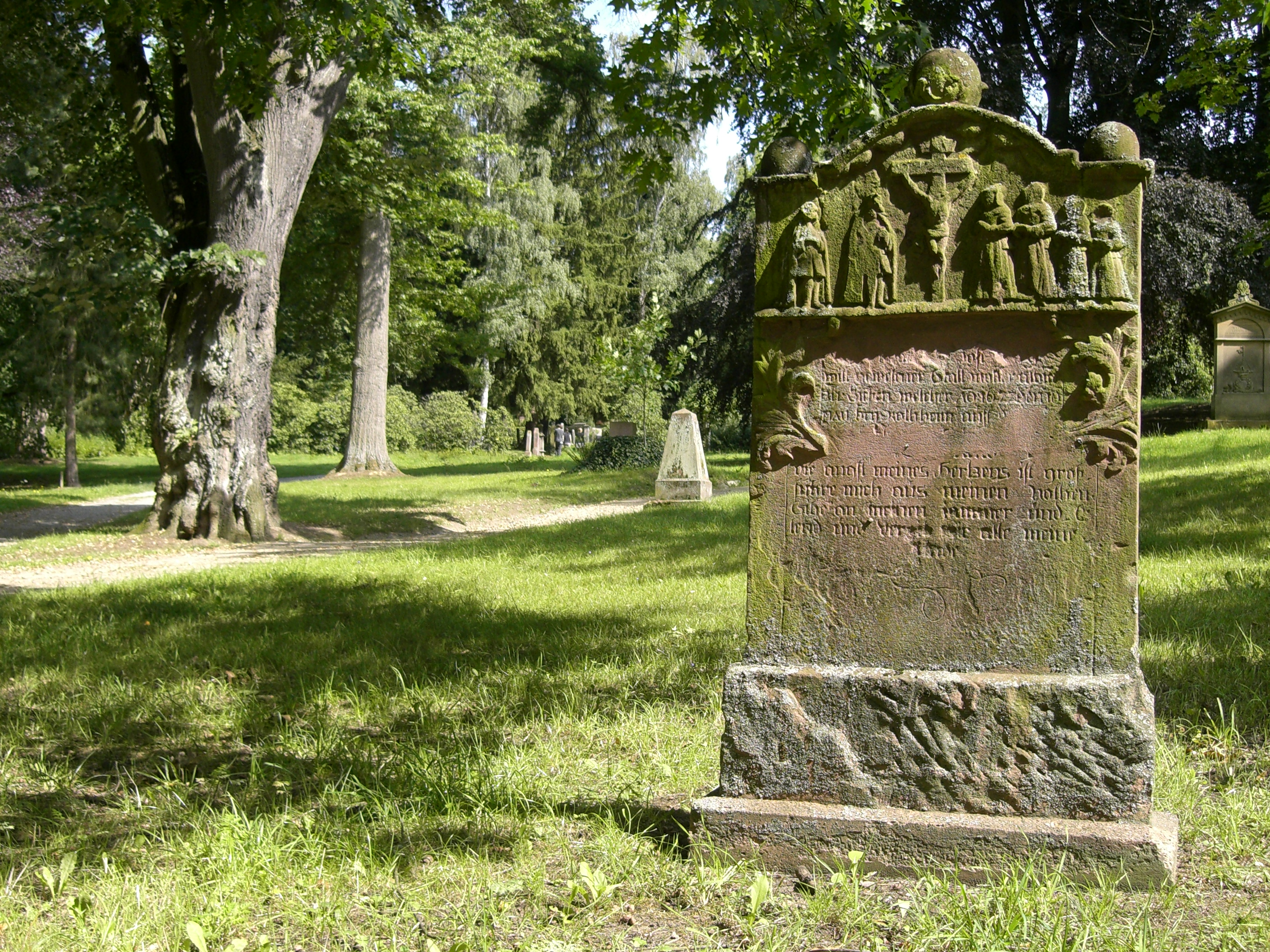
Les versets 17 et 18 du psaume 25 en allemand, sur une pierre tombale dans le vieux cimetière à Giessen (Allemagne).

Le psaume 25 (24 dans la numérotation grecque) est un psaume du Livre des Psaumes de la Bible. C'est une supplication à l'Éternel attribuée à David.
Ce psaume a une parenté formelle forte avec le psaume 34 : ce sont deux acrostiches, auxquels il manque à chaque fois le verset Waw, auxquels a été rajouté un verset Pe pour une prière de délivrance d'Israël, et où le verset central est un résumé du psaume.

## Texte
N.B. S’il y a conflit de numérotation des versets entre l’hébreu et le latin, c’est l’original hébreu qui prévaut et la traduction française le suit. Par contre, le latin ne se plie pas à la numérotation affichée. Les numéros de versets s'appliquent au texte latin, mais la traduction est décalée par endroits.
| verset | original hébreu                                                | traduction française de Louis Segond | Vulgate latine |
| ------ | -------------------------------------------------------------- | --- | --- |
| 1      | לְדָוִד: אֵלֶיךָ יְהוָה, נַפְשִׁי אֶשָּׂא                                      | [De David.] Éternel ! j’élève à toi mon âme. | [psalmus David] Ad te Domine levavi animam meam                                                                                    |
| 2      | אֱלֹהַי--בְּךָ בָטַחְתִּי, אַל-אֵבוֹשָׁה; אַל-יַעַלְצוּ אוֹיְבַי לִי                    | Mon Dieu ! en toi je me confie : que je ne sois pas couvert de honte ! Que mes ennemis ne se réjouissent pas à mon sujet !                         | Deus meus in te confido non erubescam                                                                                              |
| 3      | גַּם כָּל-קֹוֶיךָ, לֹא יֵבֹשׁוּ; יֵבֹשׁוּ, הַבּוֹגְדִים רֵיקָם                        | Tous ceux qui espèrent en toi ne seront point confondus ; ceux-là seront confondus qui sont infidèles sans cause.                                  | Neque inrideant me inimici mei etenim universi qui sustinent te non confundentur                                                   |
| 4      | דְּרָכֶיךָ יְהוָה, הוֹדִיעֵנִי; אֹרְחוֹתֶיךָ לַמְּדֵנִי                             | Éternel ! fais-moi connaître tes voies, enseigne-moi tes sentiers.                                                                                 | Confundantur omnes; iniqua agentes supervacue vias tuas Domine demonstra mihi et; semitas tuas doce me                             |
| 5      | הַדְרִיכֵנִי בַאֲמִתֶּךָ, וְלַמְּדֵנִי-- כִּי-אַתָּה, אֱלֹהֵי יִשְׁעִי;אוֹתְךָ קִוִּיתִי, כָּל-הַיּוֹם  | Conduis-moi dans ta vérité, et instruis-moi ; car tu es le Dieu de mon salut, tu es toujours mon espérance.                                        | Dirige me in veritatem tuam et doce me quoniam tu es Deus salvator meus et te sustinui tota die                                    |
| 6      | זְכֹר-רַחֲמֶיךָ יְהוָה, וַחֲסָדֶיךָ: כִּי מֵעוֹלָם הֵמָּה                           | Éternel ! souviens-toi de ta miséricorde et de ta bonté ; car elles sont éternelles.                                                               | Reminiscere miserationum tuarum Domine et misericordiarum tuarum quia a saeculo sunt                                               |
| 7      | חַטֹּאות נְעוּרַי, וּפְשָׁעַי-- אַל-תִּזְכֹּר:כְּחַסְדְּךָ זְכָר-לִי-אַתָּה-- לְמַעַן טוּבְךָ יְהוָה | Ne te souviens pas des fautes de ma jeunesse ni de mes transgressions ; souviens-toi de moi selon ta miséricorde, à cause de ta bonté, ô Éternel ! | Delicta iuventutis meae et ignorantias meas ne memineris secundum misericordiam tuam memento mei tu; propter bonitatem tuam Domine |
| 8      | טוֹב-וְיָשָׁר יְהוָה; עַל-כֵּן יוֹרֶה חַטָּאִים בַּדָּרֶךְ                           | L’Éternel est bon et droit : C’est pourquoi il montre aux pécheurs la voie.                                                                        | Dulcis et rectus Dominus propter hoc legem dabit delinquentibus in via                                                             |
| 9      | יַדְרֵךְ עֲנָוִים, בַּמִּשְׁפָּט; וִילַמֵּד עֲנָוִים דַּרְכּוֹ                            | Il conduit les humbles dans la justice, il enseigne aux humbles sa voie.                                                                           | Diriget mansuetos in iudicio docebit mites vias suas                                                                               |
| 10     | כָּל-אָרְחוֹת יְהוָה, חֶסֶד וֶאֱמֶת-- לְנֹצְרֵי בְרִיתוֹ, וְעֵדֹתָיו                  | Tous les sentiers de l’Éternel sont miséricorde et fidélité, pour ceux qui gardent son alliance et ses commandements.                              | Universae viae Domini misericordia et veritas requirentibus testamentum eius et testimonia eius                                    |
| 11     | לְמַעַן-שִׁמְךָ יְהוָה; וְסָלַחְתָּ לַעֲו‍ֹנִי, כִּי רַב-הוּא                          | C’est à cause de ton nom, ô Éternel ! Que tu pardonneras mon iniquité, car elle est grande.                                                        | Propter nomen tuum Domine et propitiaberis peccato meo multum est enim                                                             |
| 12     | מִי-זֶה הָאִישׁ, יְרֵא יְהוָה-- יוֹרֶנּוּ, בְּדֶרֶךְ יִבְחָר                        | Quel est l’homme qui craint l’Éternel ? L’Éternel lui montre la voie qu’il doit choisir.                                                           | Quis est homo qui timet Dominum legem statuet ei in via quam elegit                                                                |
| 13     | נַפְשׁוֹ, בְּטוֹב תָּלִין; וְזַרְעוֹ, יִירַשׁ אָרֶץ                               | Son âme reposera dans le bonheur, et sa postérité possédera le pays.                                                                               | Anima eius in bonis demorabitur et semen ipsius hereditabit terram                                                                 |
| 14     | סוֹד יְהוָה, לִירֵאָיו; וּבְרִיתוֹ, לְהוֹדִיעָם                              | L’amitié de l’Éternel est pour ceux qui le craignent, et son alliance leur donne instruction.                                                      | Firmamentum est Dominus timentibus eum et testamentum ipsius ut manifestetur illis                                                 |
| 15     | עֵינַי תָּמִיד, אֶל-יְהוָה: כִּי הוּא-יוֹצִיא מֵרֶשֶׁת רַגְלָי                     | Je tourne constamment les yeux vers l’Éternel, car il fera sortir mes pieds du filet.                                                              | Oculi mei semper ad Dominum quoniam ipse evellet de laqueo pedes meos                                                              |
| 16     | פְּנֵה-אֵלַי וְחָנֵּנִי: כִּי-יָחִיד וְעָנִי אָנִי                                | Regarde-moi et aie pitié de moi, car je suis abandonné et malheureux.                                                                              | Respice in me et miserere mei quia unicus et pauper sum ego                                                                        |
| 17     | צָרוֹת לְבָבִי הִרְחִיבוּ; מִמְּצוּקוֹתַי, הוֹצִיאֵנִי                            | Les angoisses de mon cœur augmentent ; tire-moi de ma détresse.                                                                                    | Tribulationes cordis mei multiplicatae sunt de necessitatibus meis erue me                                                         |
| 18     | רְאֵה עָנְיִי, וַעֲמָלִי; וְשָׂא, לְכָל-חַטֹּאותָי                               | Vois ma misère et ma peine, et pardonne tous mes péchés.                                                                                           | Vide humilitatem meam et laborem meum et dimitte universa delicta mea                                                              |
| 19     | רְאֵה-אֹיְבַי כִּי-רָבּוּ; וְשִׂנְאַת חָמָס שְׂנֵאוּנִי                              | Vois combien mes ennemis sont nombreux, et de quelle haine violente ils me poursuivent.                                                            | Respice inimicos meos quoniam multiplicati sunt et odio iniquo oderunt me                                                          |
| 20     | שָׁמְרָה נַפְשִׁי, וְהַצִּילֵנִי; אַל-אֵבוֹשׁ, כִּי-חָסִיתִי בָךְ                       | Garde mon âme et sauve-moi ! Que je ne sois pas confus, quand je cherche auprès de toi mon refuge !                                                | Custodi animam meam et erue me non erubescam quoniam speravi in te                                                                 |
| 21     | תֹּם-וָיֹשֶׁר יִצְּרוּנִי: כִּי, קִוִּיתִיךָ                                     | Que l’innocence et la droiture me protègent, quand je mets en toi mon espérance !                                                                  | Innocentes et recti adheserunt mihi quia sustinui te                                                                               |
| 22     | פְּדֵה אֱלֹהִים, אֶת-יִשְׂרָאֵל-- מִכֹּל, צָרוֹתָיו                              | Ô Dieu ! délivre Israël De toutes ses détresses !                                                                                                  | Libera Deus Israhel ex omnibus tribulationibus suis                                                                                |

## Structure et thème du psaume

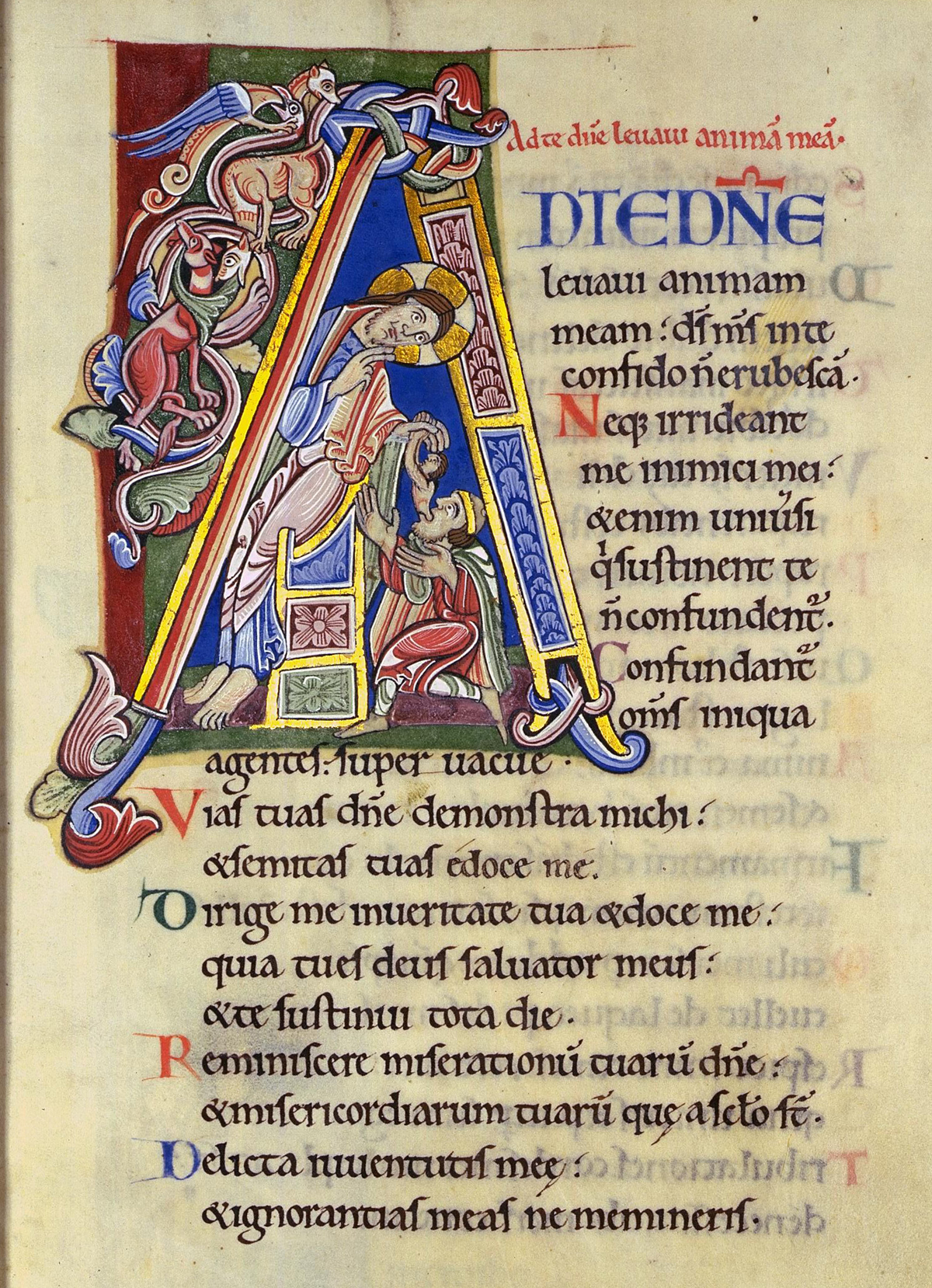
Les premiers versets du psaume 25 dans le psautier de Saint-Alban, datant du XII.

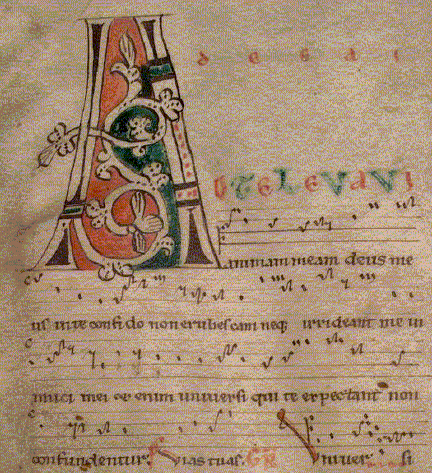
Notation du Graduel de Bellelay, également au XIIe siècle.

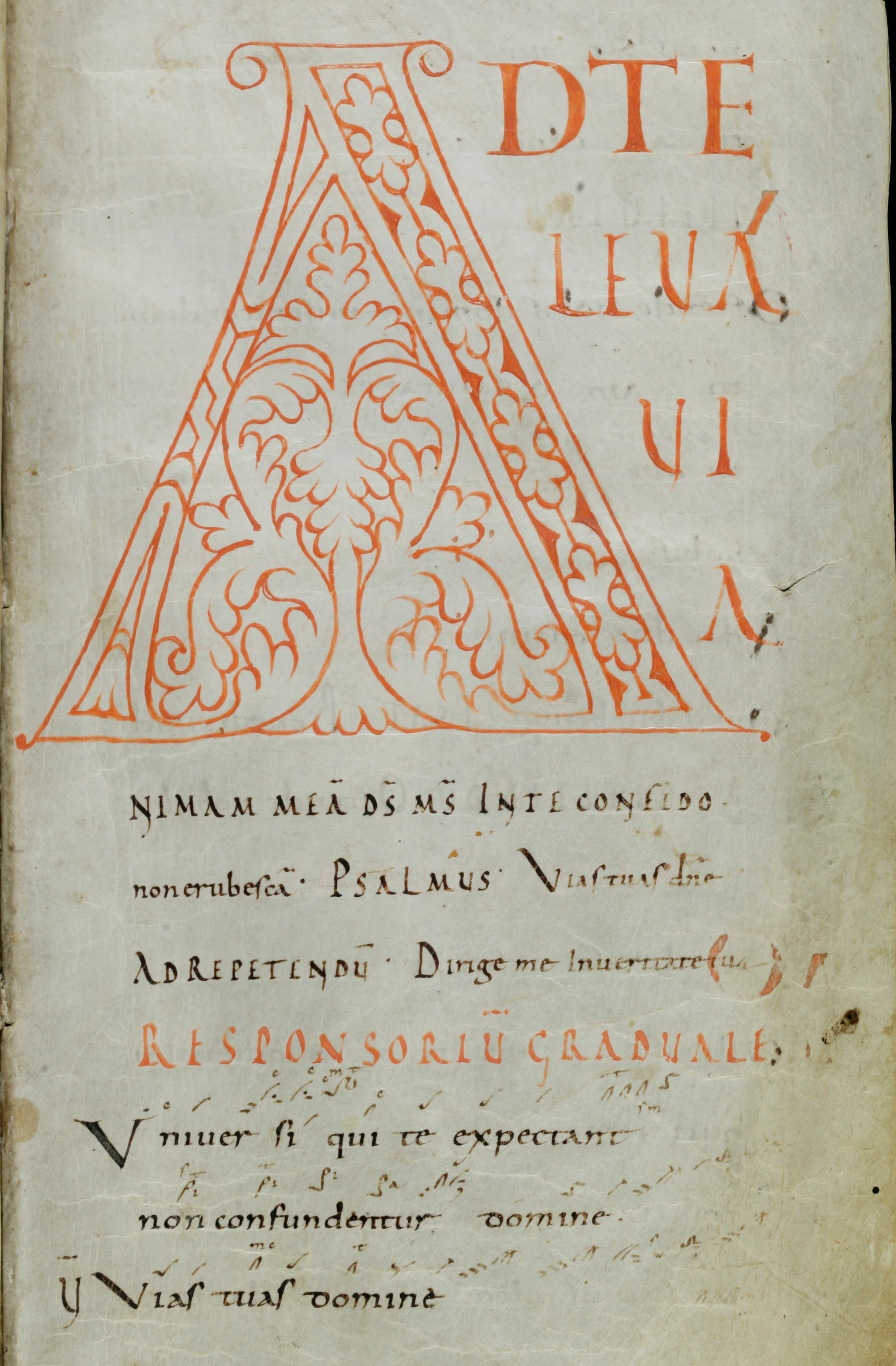
Notation plus ancienne ainsi que sans lignes, celle du cantatorium de Saint-Gall (vers 922 - 925).

Le psaume 25 (24 dans la numérotation grecque) est une supplication à l'Éternel attribuée à David. C'est un acrostiche : les premières lettres de chaque verset lues verticalement forment l'alphabet hébreu.
On peut effectuer un découpage du psaume 25 en trois passages de prière et deux passages de méditation alternés : la prière aux versets 1 à 7, 11, et 16 à 22, et la méditation aux versets 8 à 10 et 12 à 15. Cela met en évidence l'importance de la prière centrale du verset 11, qui est comme encapsulée. Il est difficile de classer le psaume. Le mouvement dominant est la plainte, mais on trouve aussi le thème de la prière, de la confiance, et même de l'hymne aux versets 8 à 10.
D'ailleurs, ce psaume se caractérise de la confiance du pénitent du roi David. C'est la raison pour laquelle, depuis le VIe siècle, l'Église commence le premier dimanche de l'Avent avec les premiers versets chantés de celui-ci, à savoir l'introït en vieux-romain, puis en grégorien, en attendant la Nativité.

## Usages liturgiques

### Dans le judaïsme
Le verset 4 du psaume 25 est un verset responsorial pendant la répétition de la amidah de Rosh Hashana. Le verset 6 est le troisième verset de V'hu Rachum  dans la Pesukei Dezimra, dans le paragraphe d'ouverture du long Tachanun récité le lundi et le jeudi, ainsi que dans le Tachanun régulier.

### Dans le christianisme

#### Chez les catholiques
Traditionnellement auprès les monastères, ce psaume était exécuté, depuis le haut Moyen Âge, lors de l'office de matines du dimanche, selon saint Benoît de Nursie qui attribua vers 530 les psaumes 21 (20) à 109 (108) aux matines par ordre numérique,.
Dans la liturgie des Heures actuellement, le psaume 25 est récité ou chanté à l’office du milieu du jour du jeudi de la première semaine.
Par ailleurs, vraisemblablement sous le pontificat de saint Grégoire Ier, les versets dès « Animam meam, Deus meus » devinrent le premier chant de l'année liturgique de l'Église romaine. Il est probable que le célébrant récitait le premier verset « Ad te Domine levavi » [lire en ligne]. Auparavant, l'Église commençait celle-ci lors de la vigile de Noël. Cependant, saint Grégoire adopta l'Avent pour l'unité du christianisme, d'après la tradition de l'église d'Orient. En conséquence, l'Église célébrait ce début de l'année liturgique avec ce psaume, plus précisément l'introït Ad te levavi en grégorien [lire en ligne], en rendant hommage à ce saint, durant tout le Moyen Âge. Les livres de chant grégorien restaurés tels le Liber gradualis (1883), l'Édition Vaticane (1908) aussi respectaient cette tradition [lire en ligne (pdf, 1 of 2)]. En outre, comme le chant grégorien était officiel à la suite du motu proprio Inter pastoralis officii sollicitudes en 1903 ainsi que jusqu'au concile Vatican II, toutes les églises catholiques romaines y compris les paroisses célébraient le premier dimanche de l'Avent avec cet introït Ad te levavi animam meam. D'ailleurs, le psaume 25 était à nouveau cité dans le chant de la même messe de ce dimanche, lors de l'offertoire. Le compositeur carolingien adopta une autre mélodie tandis que le texte est celui du psaume « Ad te Domine levavi », à l'exception du verset « qui te exspectant » au lieu du « qui sustinent te ».  